# 473 v.Chr.
Het jaar 473 v.Chr. is een jaartal volgens de christelijke jaartelling.

## Gebeurtenissen

### China
- Het Wu-rijk wordt verslagen en geannexeerd door het Yue-rijk.